# アヒテル・デ・カゼルン
アヒテル・デ・カゼルン（Achter de Kazerne）は、ベルギー・アントウェルペン州メヘレンにあるサッカー専用スタジアム。KVメヘレンのホームスタジアムである。
2015年からスタジアムの命名権を取得したAFASソフトウェアによってAFASスタディオン（AFAS Stadion）の名称が用いられている。

## 概要
1911年8月27日、当時KVメヘレンの会長を務めていたフランシス・ドゥサンによってスタジアムが建設され、小さなクラブオフィスとロッカールーム、1,000人収容の木製スタンドのみの簡素なスタジアムであった。
2012年、クラブの財政難によって1911年から所有し続けていたスタジアムをメヘレン自治体へと売却し、これ以降は毎年自治体へ賃貸料を支払うこととなった。
スタジアムの近辺にはトップチームが練習で使用するグラウンド1つと下部組織の選手たちが使用するグラウンドが3面用意されている。

## ギャラリー

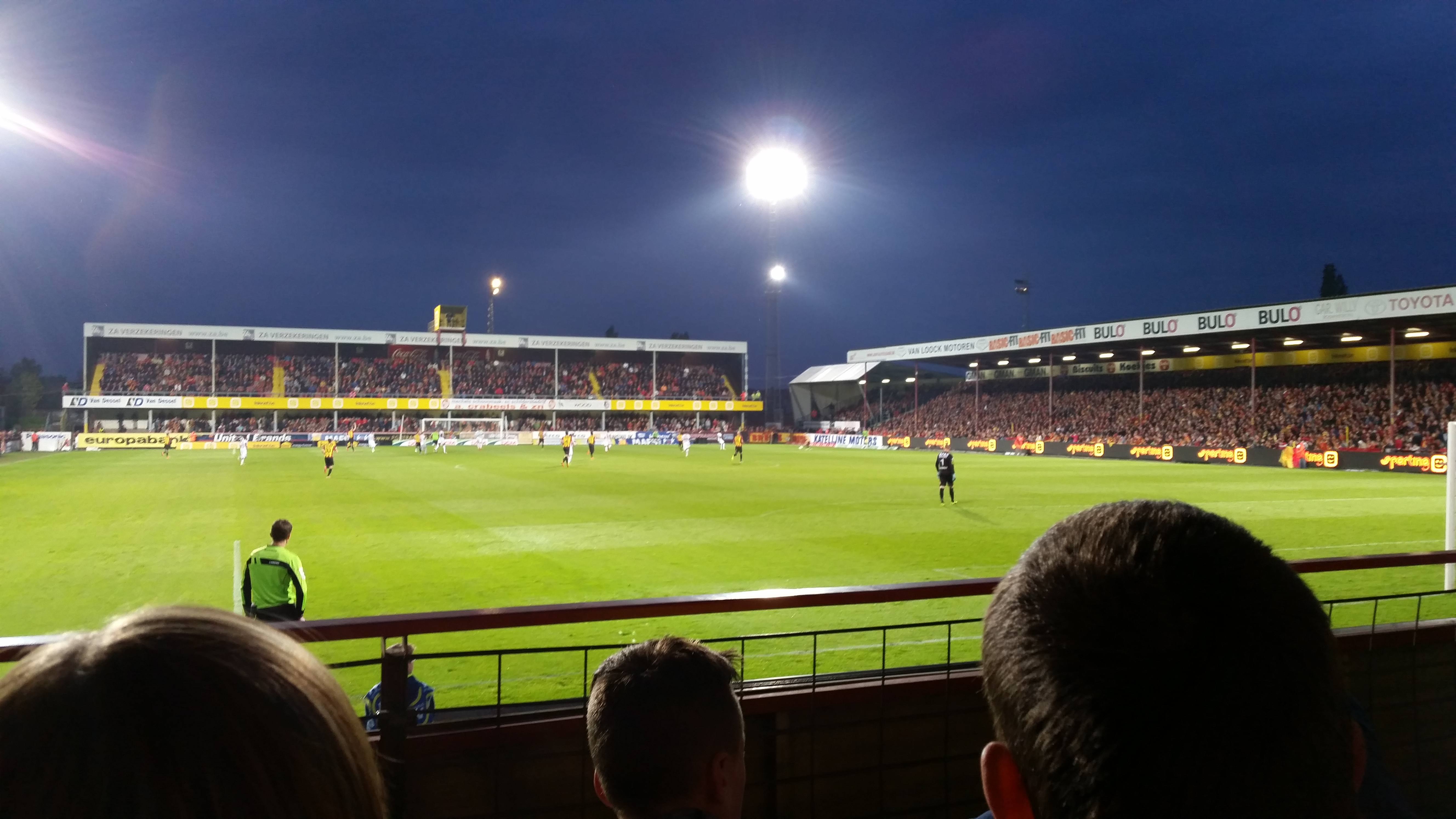
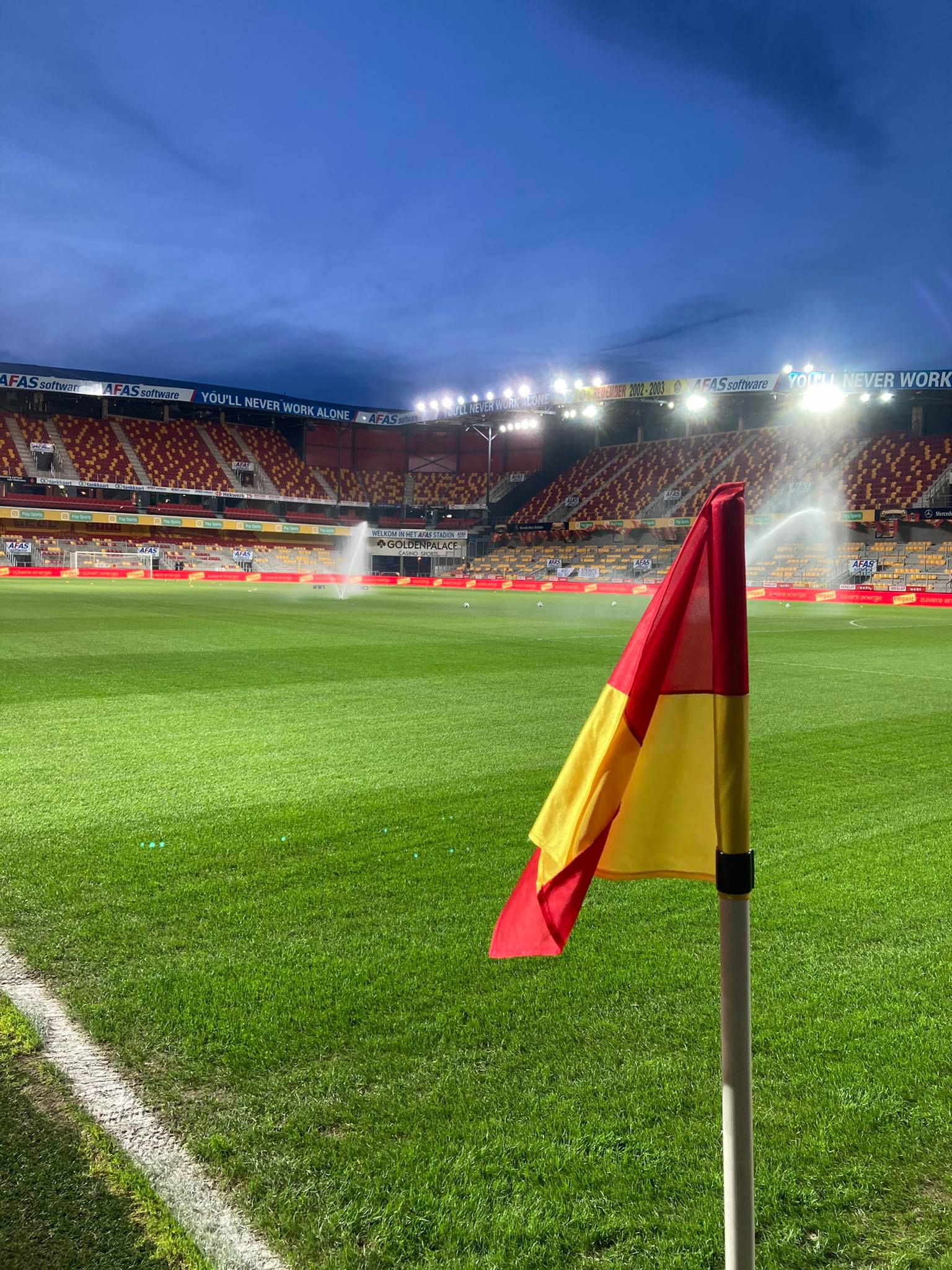